# الزارة (حماة)
الزارة قرية سورية تتبع ناحية حربنفسه في منطقة مركز حماة في محافظة حماة. بلغ عدد سكانها 929 نسمة في عام 2004 حسب إحصاء المكتب المركزي للإحصاء. يسكن القرية بشكل أساسي العلويين. في 12 مايو 2016، سيطرت جبهة النصرة على القرية. وكانت هناك تقارير عن أن الأسر العلوية التي دعمت المجرم بشار الأسد إما فروا أو قتلوا.

## وصلات خارجية
- الوحدات الإدارية في محافظة حماة